# Dum Dum Girls
Dum Dum Girls ist eine US-amerikanische Garage-Rock-Band aus Los Angeles.

## Geschichte
Dum Dum Girls wurde 2008 von Kristin Welchez alias Dee Dee als Soloprojekt gegründet. Der Name ist eine Anspielung auf das Iggy-Pop-Lied Dum Dum Boys sowie auf das Debütalbum Dum-Dum der Vaselines. Welchez machte eine Reihe von Soloaufnahmen und bekam so viel Aufmerksamkeit, dass sie 2009 vom Plattenlabel Sub Pop unter Vertrag genommen wurde. Ihr Debütalbum I Will Be, das von Richard Gottehrer produziert wurde, nahm sie noch alleine auf, für ihre Auftritte holte sie aber weitere Musiker ins Projekt wie die Schlagzeugerin Sandy Vu, Bassistin Malia James und Gitarrist Jules Medeiros. Das zweite Album Only in Dreams wurde im Jahr darauf erstmals als Band aufgenommen und brachte den Durchbruch. Es erreichte Platz eins der US-Heatseeker-Charts und platzierte sich in den offiziellen Albumcharts.

## Diskografie
- 2010: I Will Be (Album)
- 2011: He Gets Me High (EP)
- 2011: Only in Dreams (Album)
- 2012: End of Daze (EP)
- 2014: Too True (Album)